# Baeoura afghanica
Baeoura afghanica är en tvåvingeart som först beskrevs av Alexander 1955.  Baeoura afghanica ingår i släktet Baeoura och familjen småharkrankar.
Artens utbredningsområde är Afghanistan. Inga underarter finns listade i Catalogue of Life.